# 21. maj
21. maj je 141. dan leta (142. v prestopnih letih) v gregorijanskem koledarju. Ostaja še 224 dni.

## Dogodki
- 1349 – razglašen prvi del Dušanovega zakonika
- 1904 – ustanovljena Svetovna nogometna zveza - FIFA
- 1940 – britanske vojaške sile (BEF - British Expeditionary Force) izvedejo protinapad v Arrasu
- 1942:
  - v ljubljanski Gramozni jami ustreljen Tone Tomšič
  - II. grupa odredov se v poskusu preboja na Štajersko pod Jančami spopade z Nemci
- 1948 – Akademija znanosti in umetnosti se ponovno preimenuje v Slovensko akademijo znanosti in umetnosti
- 1956 – na atolu Bikini izveden preizkus zračne eksplozije vodikove bombe
- 1975 – v Stammheimu pri Stuttgartu se prične sojenje voditeljem Frakcije rdeče armade
- 1982 – britanske sile se izkrcajo na Malvinih (Falklandskih otokih)
- 1999 – vpis Škocjanskih jam med mokrišča mednarodnega pomena (Ramsarsko mokrišče)
- 2006 – na referendumu se 55,4 % volivcev izreče za neodvisnost Črne gore

## Rojstva
- 1173 – Šinran, japonski budistični menih, šola Čiste dežele (Amidizem) († 1263)
- 1471 – Albrecht Dürer, nemški slikar († 1528)
- 1688 – Alexander Pope, angleški pesnik, pisatelj († 1744)
- 1758 – Joseph Fouché, francoski državnik († 1820)
- 1792 – Gaspard-Gustave Coriolis, francoski fizik, inženir, matematik († 1843)
- 1793 – Charles-Paul de Kock, francoski pisatelj († 1871)
- 1817 – Rudolf Hermann Lotze, nemški filozof († 1881)
- 1843 – Charles Albert Gobat, švicarski pravnik, šolski politik, nobelovec († 1914)
- 1843 – Louis Renault, francoski pravnik, učitelj, nobelovec († 1918)
- 1844 – Henri Julien Felix Rousseau, francoski slikar († 1910)
- 1853 – Ivan Vrhovec, slovenski zgodovinar († 1902)
- 1855 – Emile Verhaeren, belgijski (valonski) pesnik († 1916)
- 1867 – Frances Densmore, ameriška etnologinja, etnomuzikologinja († 1957)
- 1921 – Andrej Dimitrijevič Saharov, ruski fizik, oporečnik, nobelovec († 1989)
- 1964 – Grega Benedik, slovenski alpski smučar
- 1970 – Brigita Bukovec, slovenska atletinja
- 1986 – Mario Mandžukić, hrvaški nogometaš
- 1990 – Rene Krhin, slovenski nogometaš
- 1994 – Tom Daley, britanski skakalec v vodo

## Smrti
- 1086 – Wang Anshi, kitajski ekonomist in državnik (* 1021)
- 1170 – Godrik iz Finchala, angleški menih in skladatelj (* 1065)
- 1254 – Konrad IV., kralj Nemčije, Sicilije, Jeruzalema (* 1228)
- 1297 – Judita Habsburška, kraljica Češke in Poljske, soproga Venčeslava II. (* 1271)
- 1381 – Friderik III., turinški deželni grof, meissenški mejni grof (* 1332)
- 1416 – Ana Celjska, poljska kraljica (* 1386)
- 1619 – Girolamo Fabrici - Hieronymus Fabricius ab Aquapendente, italijanski zdravnik, anatom in embriolog (* 1537)
- 1639 – Tommaso Campanella, italijanski teolog, filozof, pesnik (* 1568)
- 1647 – Pieter Corneliszoon Hooft, nizozemski pesnik, dramatik (* 1581)
- 1670 – Niccolò Zucchi, italijanski jezuit, astronom, fizik (* 1586)
- 1686 – Otto von Guericke, nemški naravoslovec, fizik, pravnik, izumitelj, politik (* 1602)
- 1865 – Christian Jürgensen Thomsen, danski arheolog (* 1788)
- 1889 – Gaston Planté, francoski fizik (* 1834)
- 1894 – August Adolph Eduard Eberhard Kundt, nemški fizik (* 1839)
- 1895 – Franz von Suppé, avstrijski skladatelj belgijskega rodu (* 1819)
- 1935 – Hugo Marie de Vries, nizozemski botanik (* 1848)
- 1942 – Tone Tomšič, slovenski revolucionar (* 1910)
- 1952 – John Garfield, ameriški filmski igralec (* 1913)
- 1953 – Ernst Zermelo, nemški matematik (* 1871)
- 1964 – James Franck, nemško-ameriški fizik, nobelovec 1925 (* 1882)
- 1991 – Radživ Gandhi, indijski predsednik vlade (* 1944)
- 2000 – Barbara Cartland, angleška pisateljica (* 1901)